# Stockholms Skofabrik

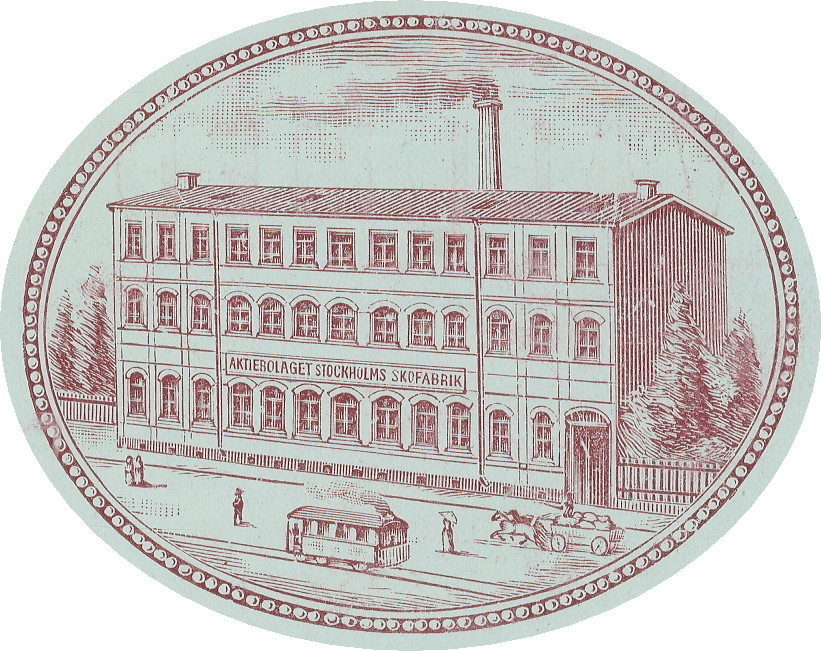
AB Stockholms Skofabrik, vinjett.

Stockholms Skofabrik var en skofabrik på Hornsbruksgatan 19-25 på Södermalm i Stockholm. Stockholms Skofabrik är den äldsta bevarade skofabriksbyggnaden i Stockholm. Fabriksbyggnadens första etapp (fastighet Släggan 8) är blåmärkt av Stadsmuseet i Stockholm vilket innebär att den har "synnerligen höga kulturhistoriska värden".

## Historik

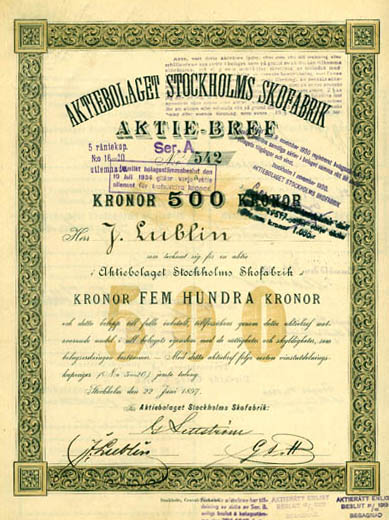
Aktiebrev i Aktiebolaget Stockholms Skofabrik från 1897.

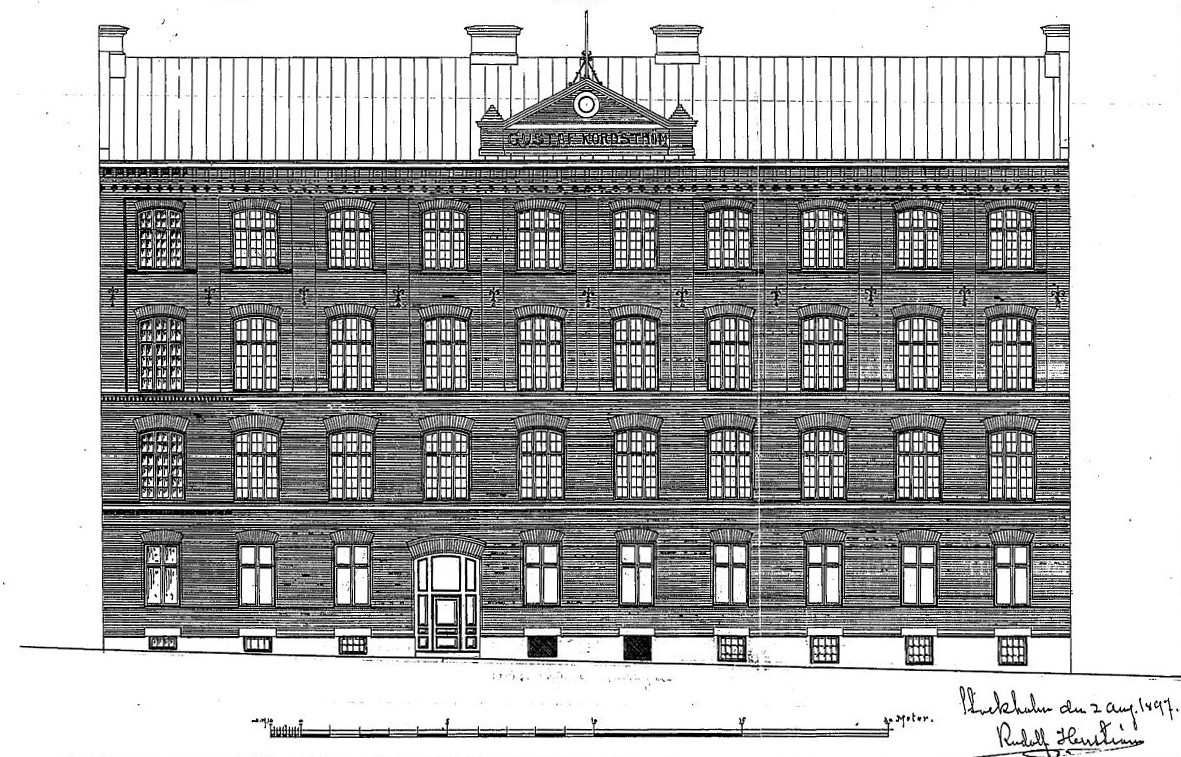
Rolf Herrströms fasadritning, 1897.

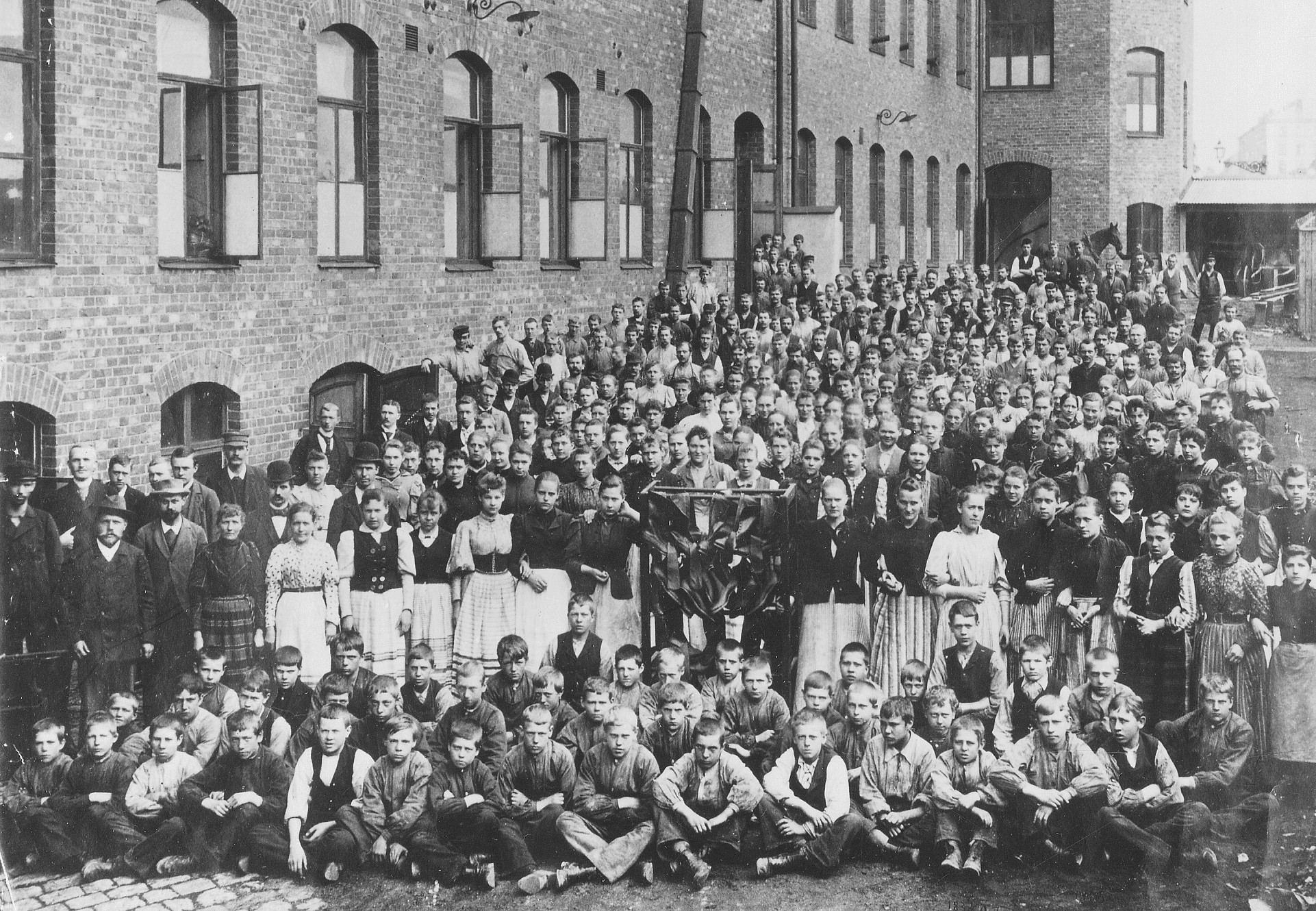
Fabrikens arbetare 1897.

I kvarteret Släggan på dåvarande Brännkyrkagatans (nuvarande Hornsbruksgatan 19–25) södra sida, nära Långholmsgatan, uppfördes under åren 1890-1894 Aktiebolaget Stockholms Skofabrik. Industriell tillverkning av skor tillkom relativt sent under 1800-talets industrialisering. Bolaget grundades år 1890 av disponent Gustaf Pott, grosshandlare Josef Lublin och bankdirektör Gustaf Lettström. Samma år byggdes fabrikens första del (Hornsbruksgatan 19). 
Den nyuppförda byggnaden utgjorde Stockholms första skofabrik, vilket medförde att varje nyanställd fick läras upp. Fabriken ansågs mycket modern för sin tid och man tillämpade ett slags "löpande band"-tillverkning där varje arbetare var specialiserad på sitt moment. Ett hundratal personer arbetade på fabriken på 1890-talet under ledning av två verkmästare. Ett fotografi från 1897 visar fabrikens arbetare med ett stort antal barn i förgrunden. Barnarbete var fortfarande vanlig.
År 1894 och 1897 gjordes tillbyggnader. År 1919 köptes ytterligare ett hus invid skofabriken, säljare var Nordströms Cigarrfabrik. Fabriken hade på 1920-talet ca 500 anställda och var Stockholms största skofabrik. Man tillverkade skor av märkena Garanti, S:t Erik och Sana, men den mest kända modellen var Salamander. Fabriken var mycket framgångsrik och på 1920-talet hade man omkring 600 anställda.
Under andra världskriget producerade fabriken gasmasker till försvaret. I början av 1950-talet lades skotillverkningen ner.
Fabriken är ett typiskt exempel på industriarkitektur i Stockholms innerstad från sekelskiftet 1900, infogad i kvarteret tillsammans med bostadsfastigheter. Fasaden i rött tegel är karaktäristisk för industribyggandet kring år 1900, stilen kallades rohbau. Arkitekt för den första byggetappen (fastighet Släggan 8) var Rolf Herrström och för utökningen (fastighet Släggan 14) stod Edward Ohlsson. Anläggningen byggdes till och om ett flertal gånger. De nya våningsplanen som tillkom 1918 och 1940 går att avläsa på fasaderna. Medan den första byggetappen visar en striktare fasadgestaltning uppvisar senare etapper omfattande mönstermurningar.

## Bilder

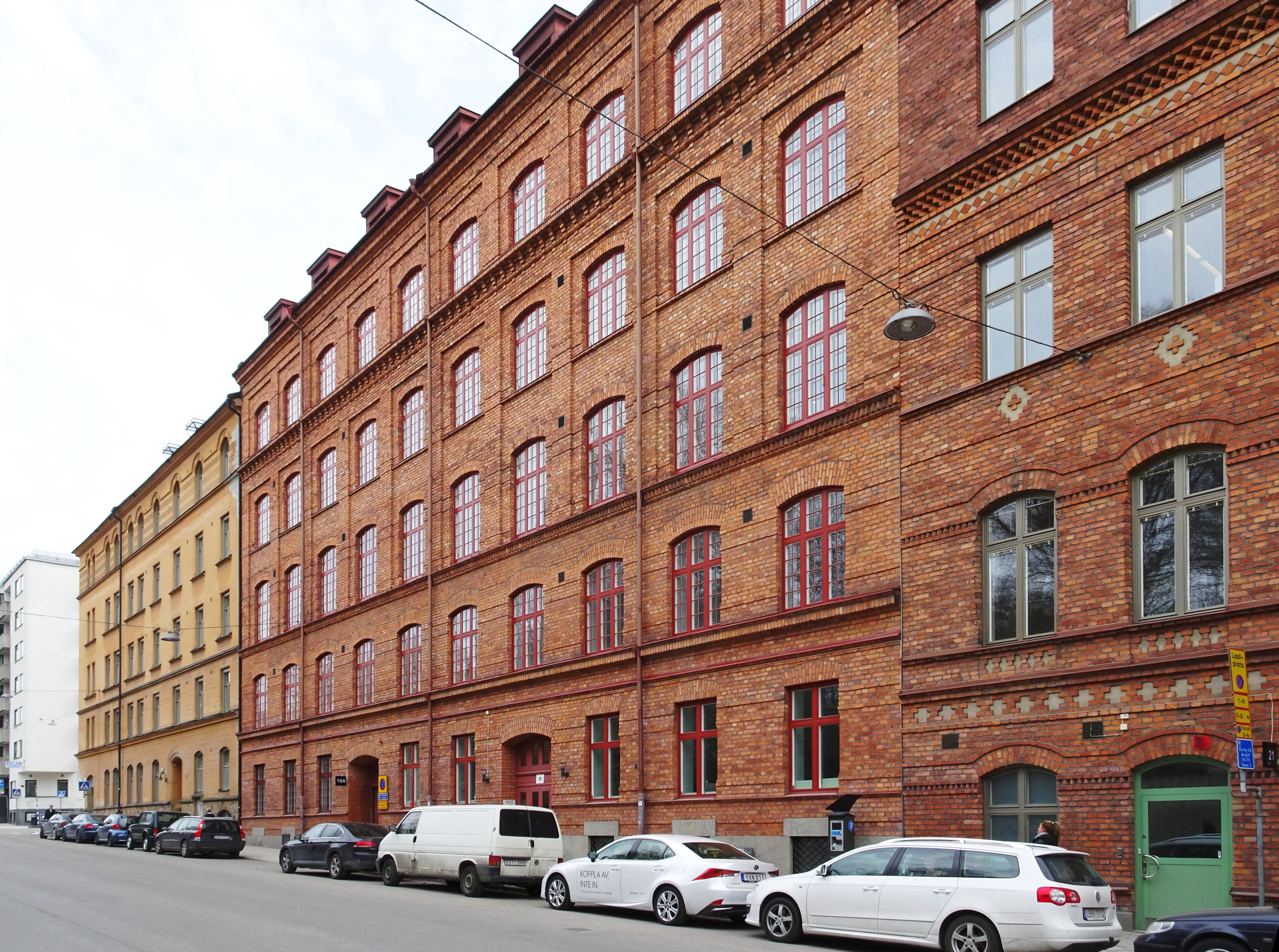
Byggnadsetapp 1 (Släggan 8)
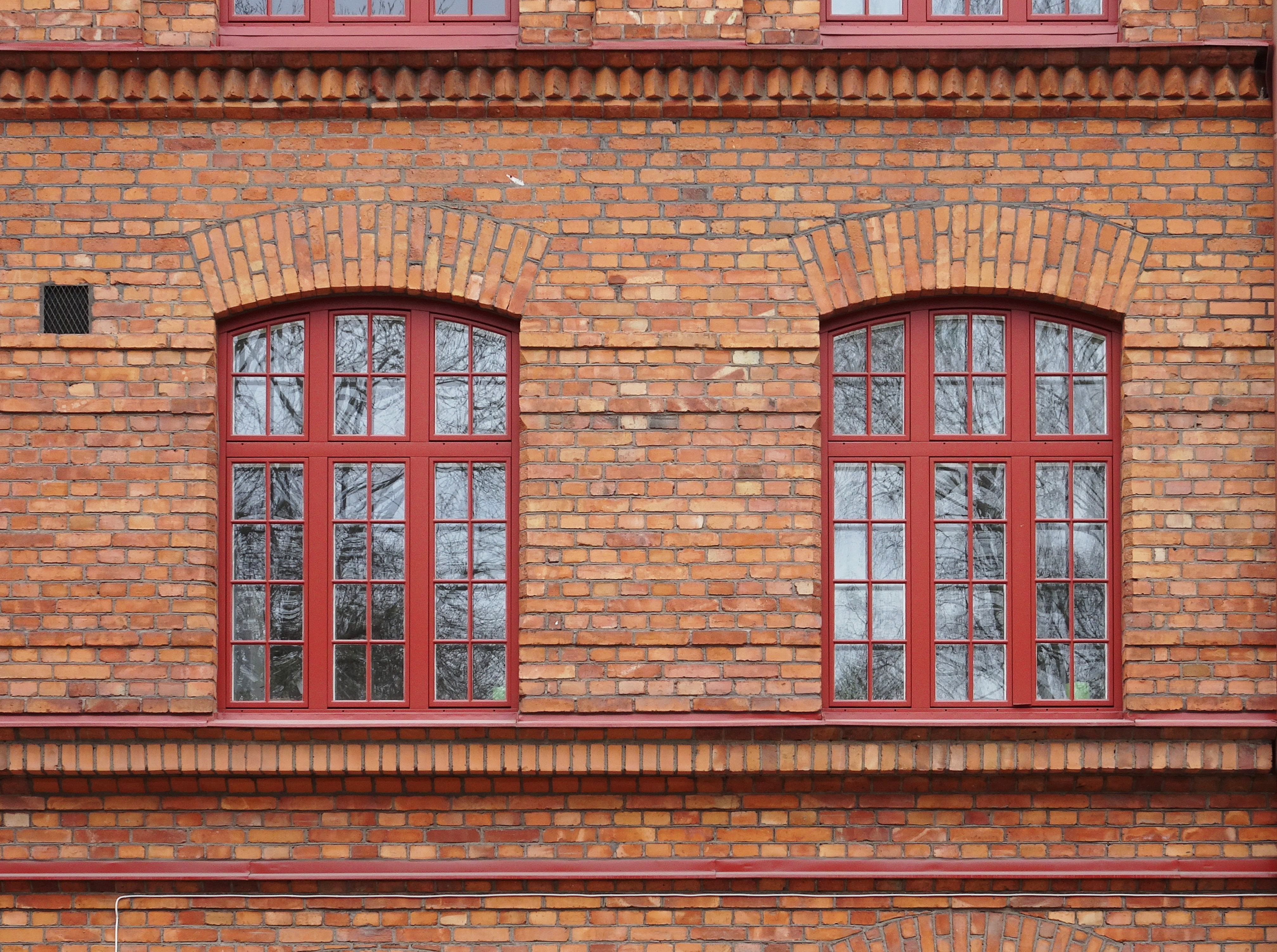
Fasaddetalj (Släggan 8)
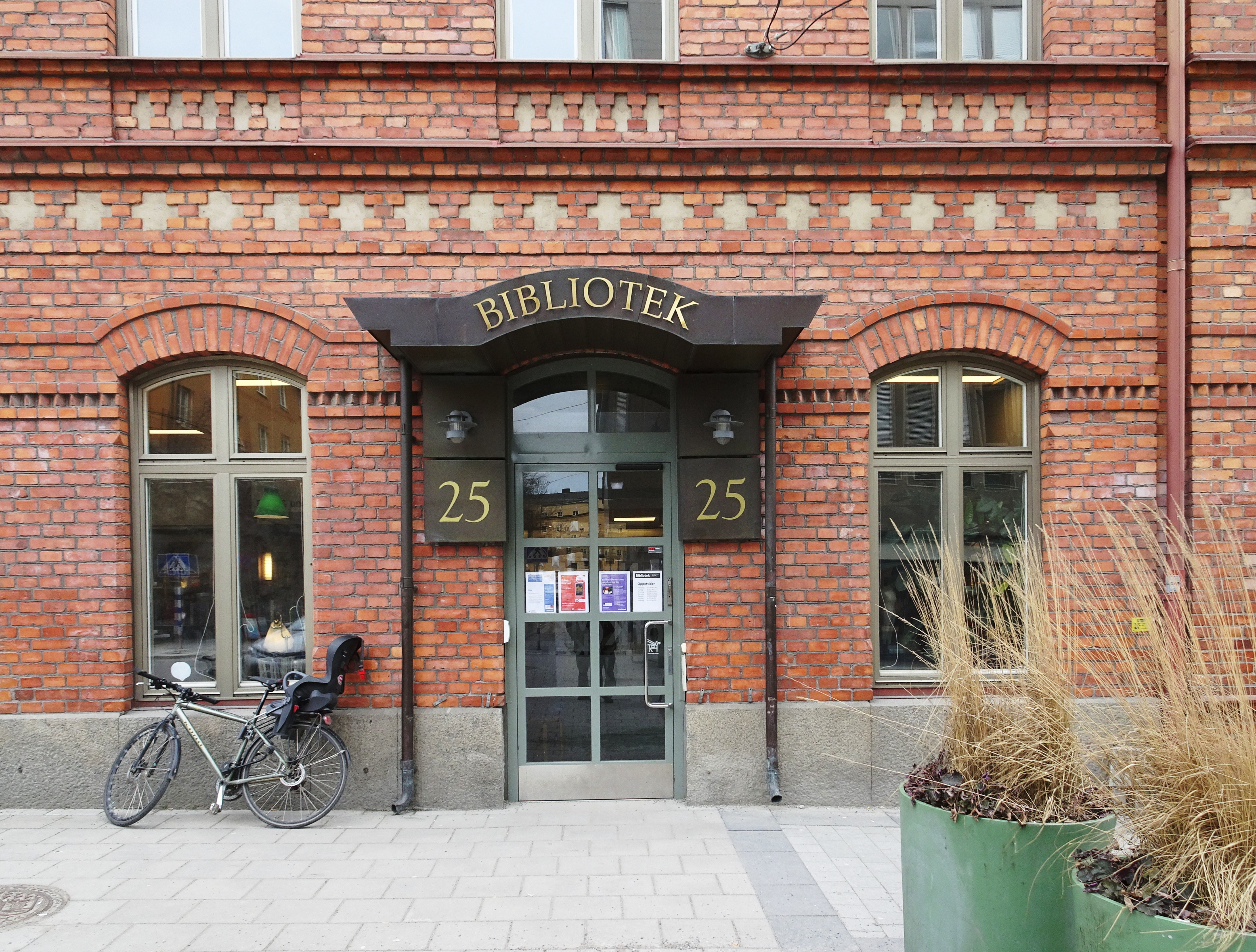
Fasaddetalj (Släggan 14)
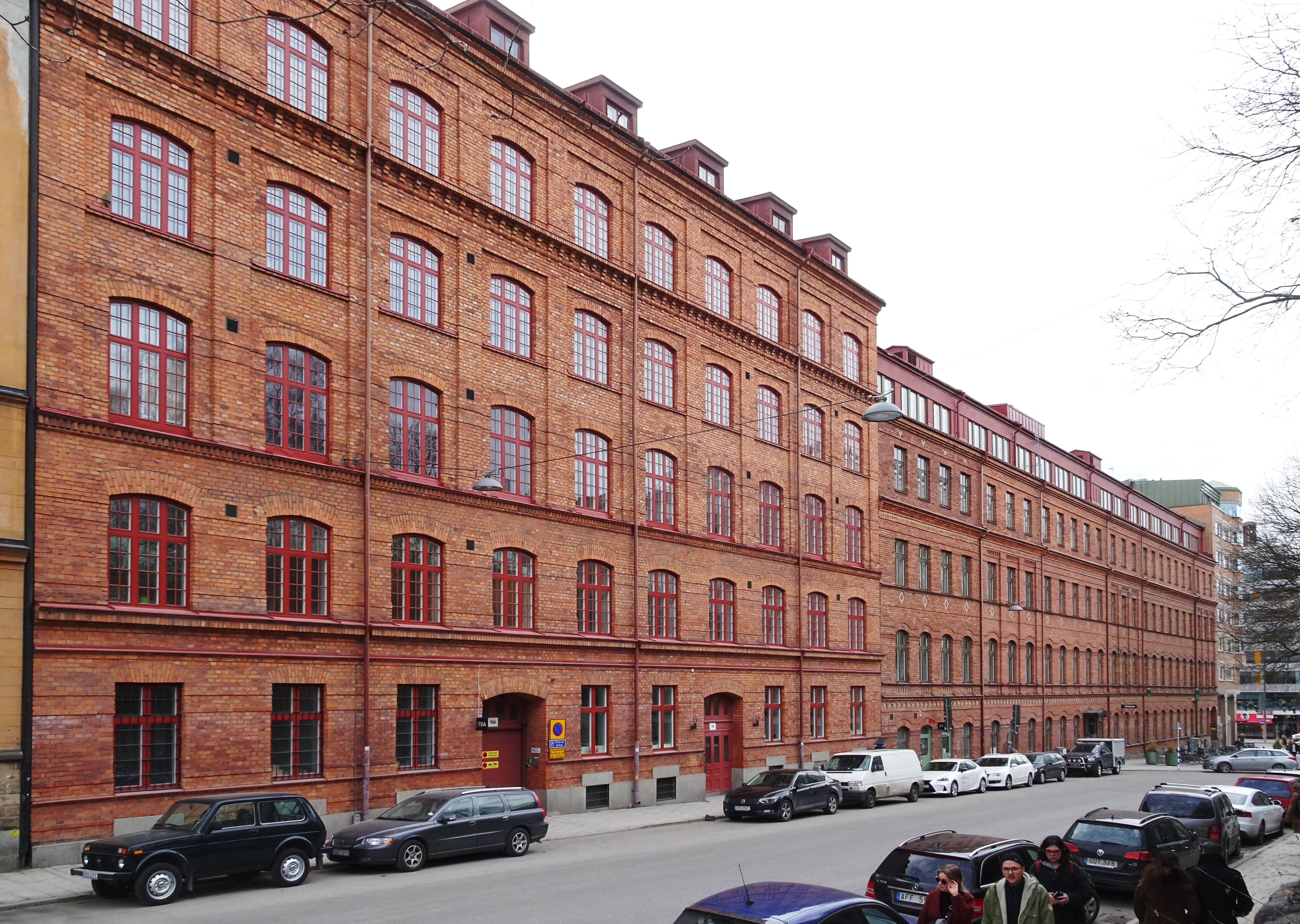
Byggnadsetapp 1 och 2 (Släggan 8 och 14)